# Aaron Evans
Aaron Michael Evans (Canberra, 21 novembre 1994) è un calciatore australiano, difensore del Maziya.

## Carriera
Ha giocato nella prima divisione dei campionati hongkonghese, indonesiano, indiano e bengalese.

## Statistiche

### Presenze e reti nei club
| Stagione        | Squadra            | Campionato      | Campionato | Campionato | Coppe nazionali | Coppe nazionali | Coppe nazionali | Coppe continentali | Coppe continentali | Coppe continentali | Altre coppe | Altre coppe | Altre coppe | Totale | Totale |
| Stagione        | Squadra            | Comp            | Pres       | Reti       | Comp            | Pres            | Reti            | Comp               | Pres               | Reti               | Comp        | Pres        | Reti        | Pres   | Reti   |
| --------------- | ------------------ | --------------- | ---------- | ---------- | --------------- | --------------- | --------------- | ------------------ | ------------------ | ------------------ | ----------- | ----------- | ----------- | ------ | ------ |
| 2014-2015       | Tai Po             | PL              | 2          | 0          | CL              | 2               | 0               | -                  | -                  | -                  | CS          | 0           | 0           | 4      | 0      |
| lug.-set. 2022  | Persis Solo        | L1              | 1          | 0          | PC              | 4               | 0               | -                  | -                  | -                  | -           | -           | -           | 5      | 0      |
| set. 2022-2023  | NorthEast United   | ISL             | 19         | 2          | SC              | 0               | 0               | -                  | -                  | -                  | DC          | -           | -           | 19     | 2      |
| 2024            | Abahani Ltd. Dacca | BL              | 4          | 0          | CB              | 0               | 0               | -                  | -                  | -                  | -           | -           | -           | 4      | 0      |
| Totale carriera | Totale carriera    | Totale carriera | 24         | 2          |                 | 6               | 0               |                    | -                  | -                  |             | 0           | 0           | 32     | 2      |